# Баскинья

Ф. Гойя. Девушка в мантилье и баскинье. 1805—1808

Баски́нья (баски́на, исп. basquiña) — верхняя широкая юбка в пышную складку с оборкой по низу, которую женщины в Испании XIX века надевали поверх верхней одежды для выхода на улицу как накидку, ныне элемент некоторых региональных традиционных костюмов. Заднее полотнище баскиньи иногда накидывали на голову вместо покрывала. В России XIX века ввиду созвучия баскину путали с баской и называли так же длинные кофты с оборками, похожие на кацавейки, а баскину-юбку носили короче платья, чтобы оно было из-под неё видно.